# 1505

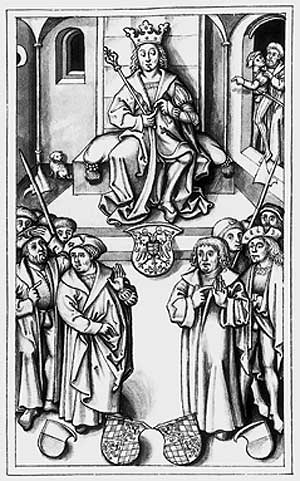
Uitspraak van Maximiliaan I op de Rijksdag van Keulen

Het jaar 1505 is het 5e jaar in de 16e eeuw volgens de christelijke jaartelling.

## Gebeurtenissen
- 22 februari - Hertog George van Saksen sluit een overeenkomst met een aantal Zuid-Hollandse Heren om de kwelders van Het Bildt in te dijken tegen vrijstelling van pacht gedurende het eerste jaar.
- 10 mei - Huwelijk van Karel III van Bourbon en Suzanna van Bourbon
- 2 juli - Op een wandeling in het open veld nabij Stotternheim wordt Maarten Luther overvallen door een hevig onweer. In een schietgebed belooft hij de Heilige Anna om priester te worden na een behouden thuiskomst.
- 30 juli - Verdeling van Beieren-Landshut door koning Maximiliaan I op de Rijksdag van Keulen, waarbij het grootste deel aan Beieren-München komt. Einde van de Landshuter Successieoorlog, en hereniging van het Hertogdom Beieren. Ook het Vorstendom Palts-Neuburg wordt hierbij gecreëerd uit delen van Beieren-Landshut en Beieren-München.
- De Universiteit van Sevilla wordt opgericht.
- Lourenço de Almeida ontdekt Ceylon.
- Juan de Bermúdez ontdekt Bermuda.
- De Portugezen vestigen vestingen in Sofala en Kilwa.
- Stichting van Agadir.
- De verslagen Quator Americi navigatones en Mundus Novus van de Italiaanse zeevaarder Amerigo Vespucci worden gepubliceerd.
- Jean Pèlerin schrijft De Artificiali Perspectiva
- Begin van de bouw van de kathedraal van Granada.
- Klokkengieter Geert van Wou giet dertien luidklokken voor de Domtoren van Utrecht.
- Amsterdam voert de verplichting in om na negen uur ’s avonds op straat een lantaarntje mee te dragen.

## Beeldende kunst

Leonardo da Vinci: Mona Lisa
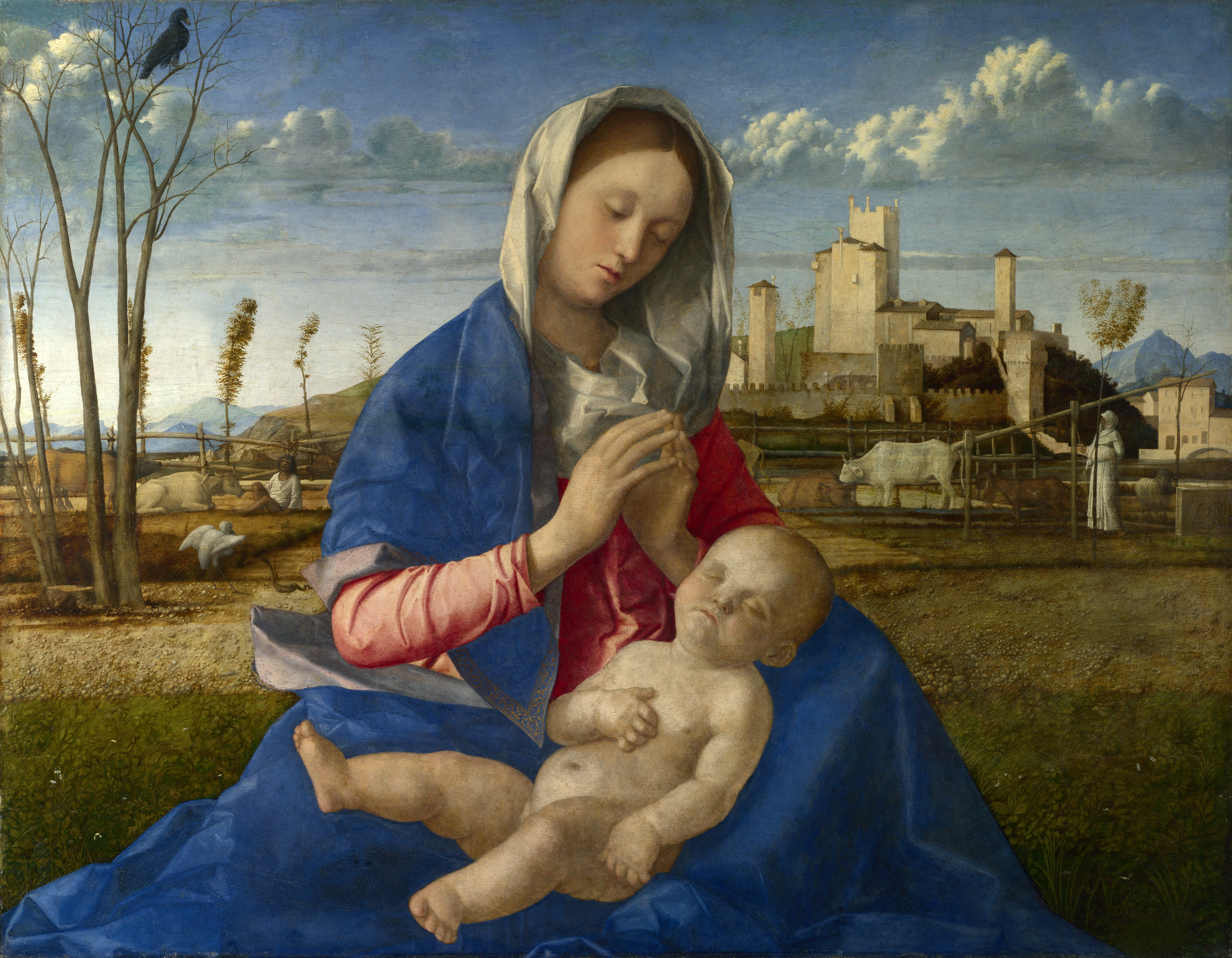
Giovanni Bellini: Madonna van de weide
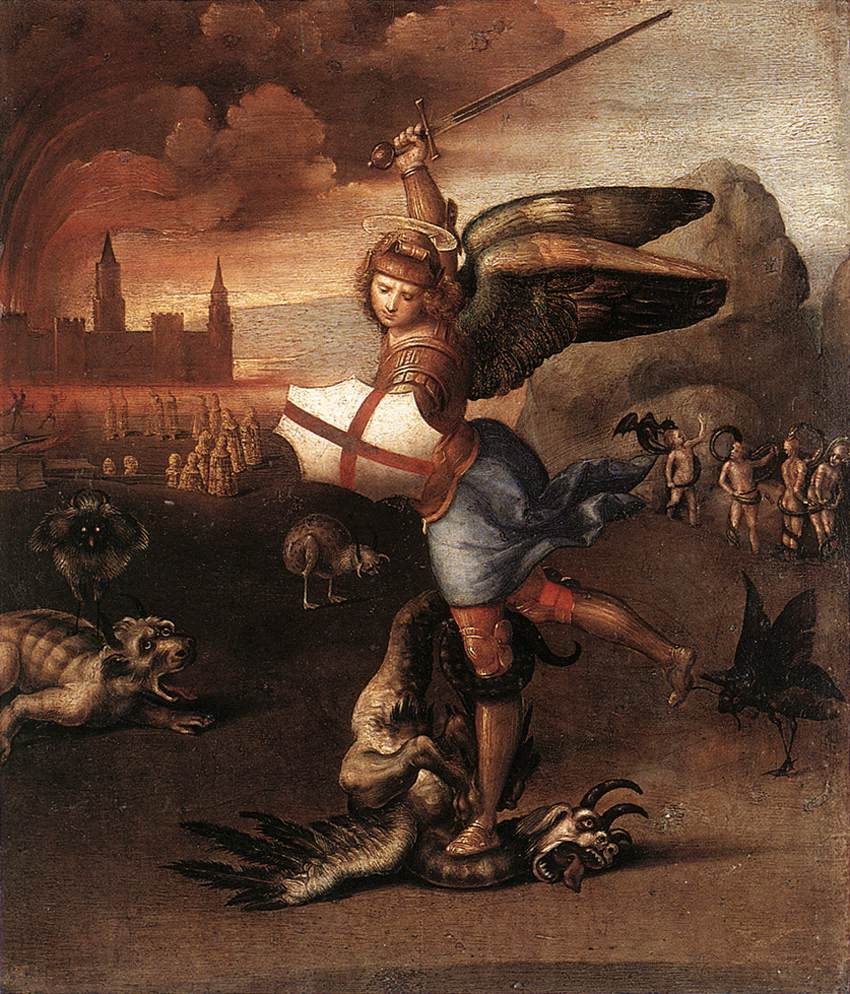
Rafaël: Sint Michael en de draak
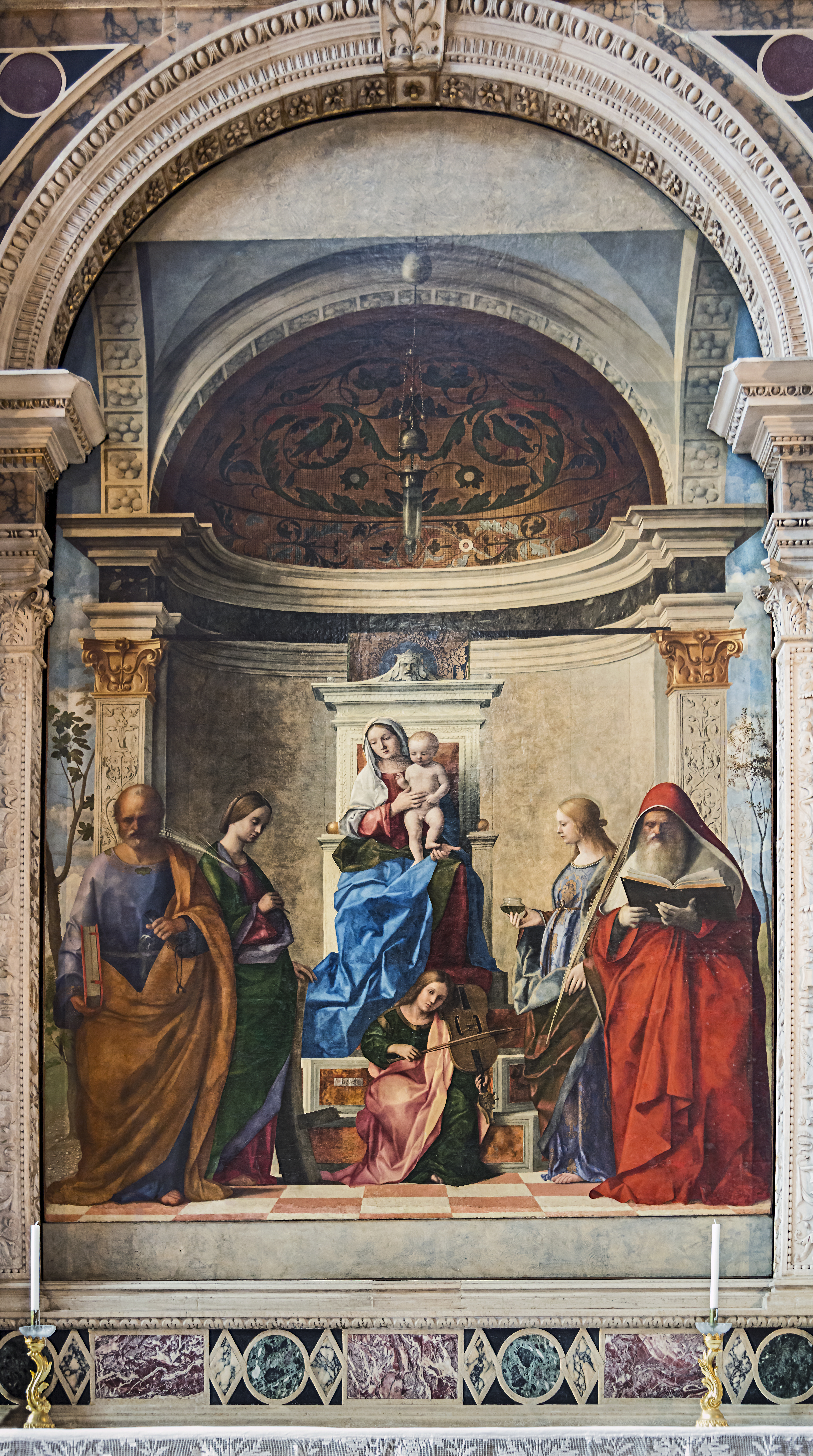
Giovanni Bellini: Altaarstuk van San Zaccaria
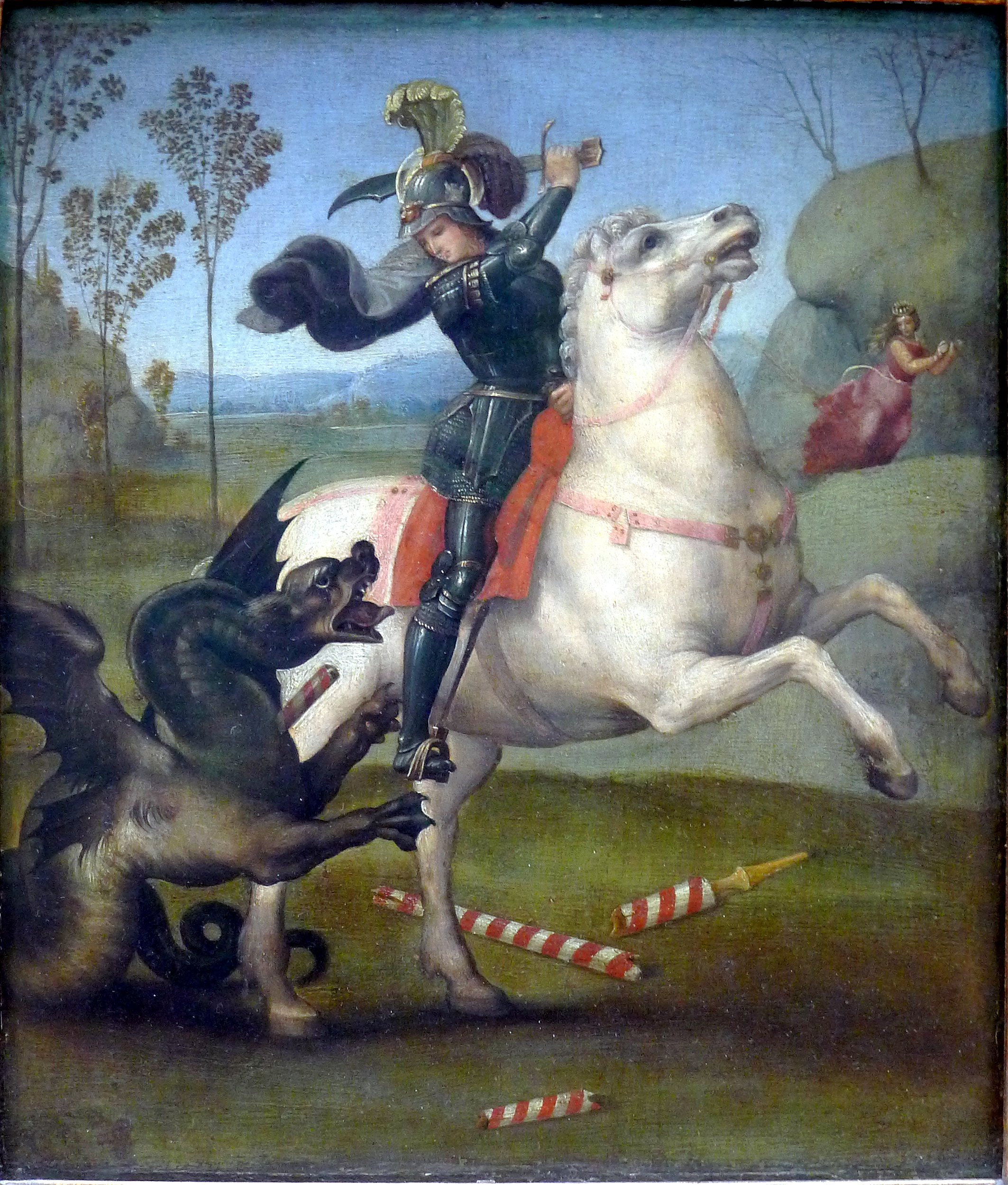
Rafaël: Sint Joris en de draak
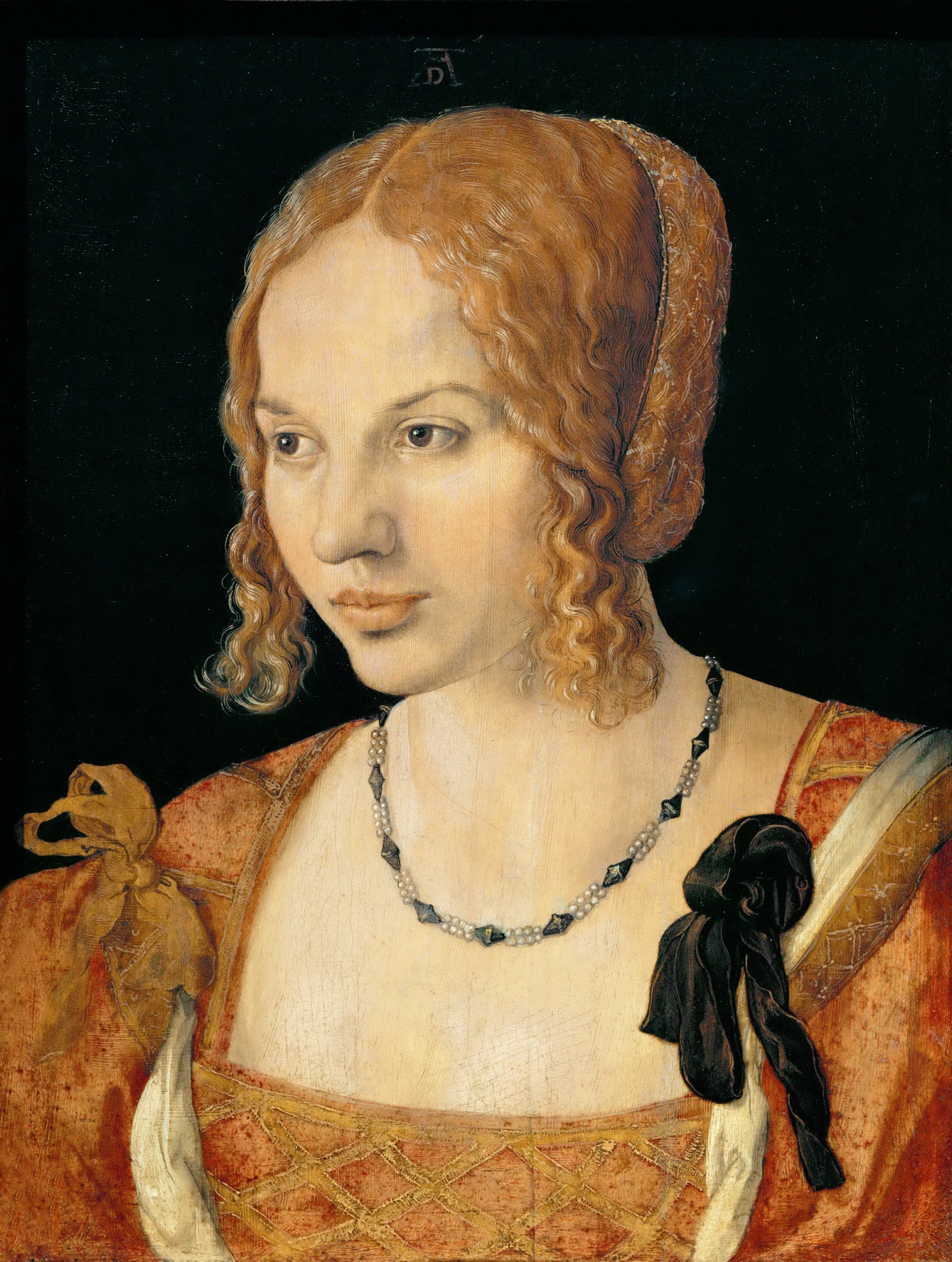
Albrecht Dürer: Portret van een jonge Venetiaanse
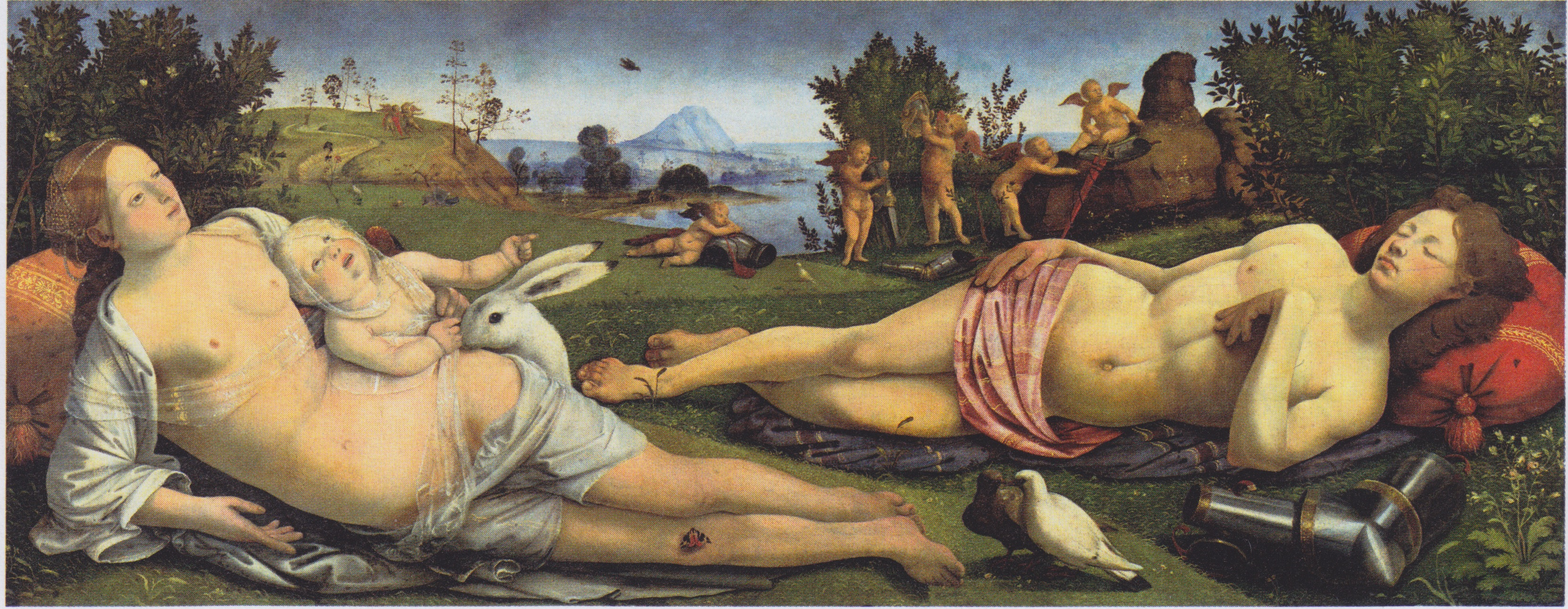
Piero di Cosimo: Venus, Mars en Cupido

## Opvolging
- Ferrara, Modena en Reggio - Ercole I d'Este opgevolgd door zijn zoon Alfonso I d'Este
- Gelre (stadhouder) - Johan V van Nassau-Siegen opgevolgd door Filips van Bourgondië-Blaton
- Kartli - Constantijn II opgevolgd door zijn zoon David X
- Litouwen - Alexander van Polen opgevolgd door zijn broer Sigismund I
- Luik (30 december) - Johan van Horne opgevolgd door Everhard van der Marck
- Monaco - Jan II opgevolgd door zijn broer Lucianus
- Moscovië - Ivan III opgevolgd door zijn zoon Vasili III
- Ming (China) - Hongzhi opgevolgd door zijn zoon Zhengde
- Vietnam - Le Uy Muc als opvolger van zijn broer Le Luc Tong

## Afbeeldingen

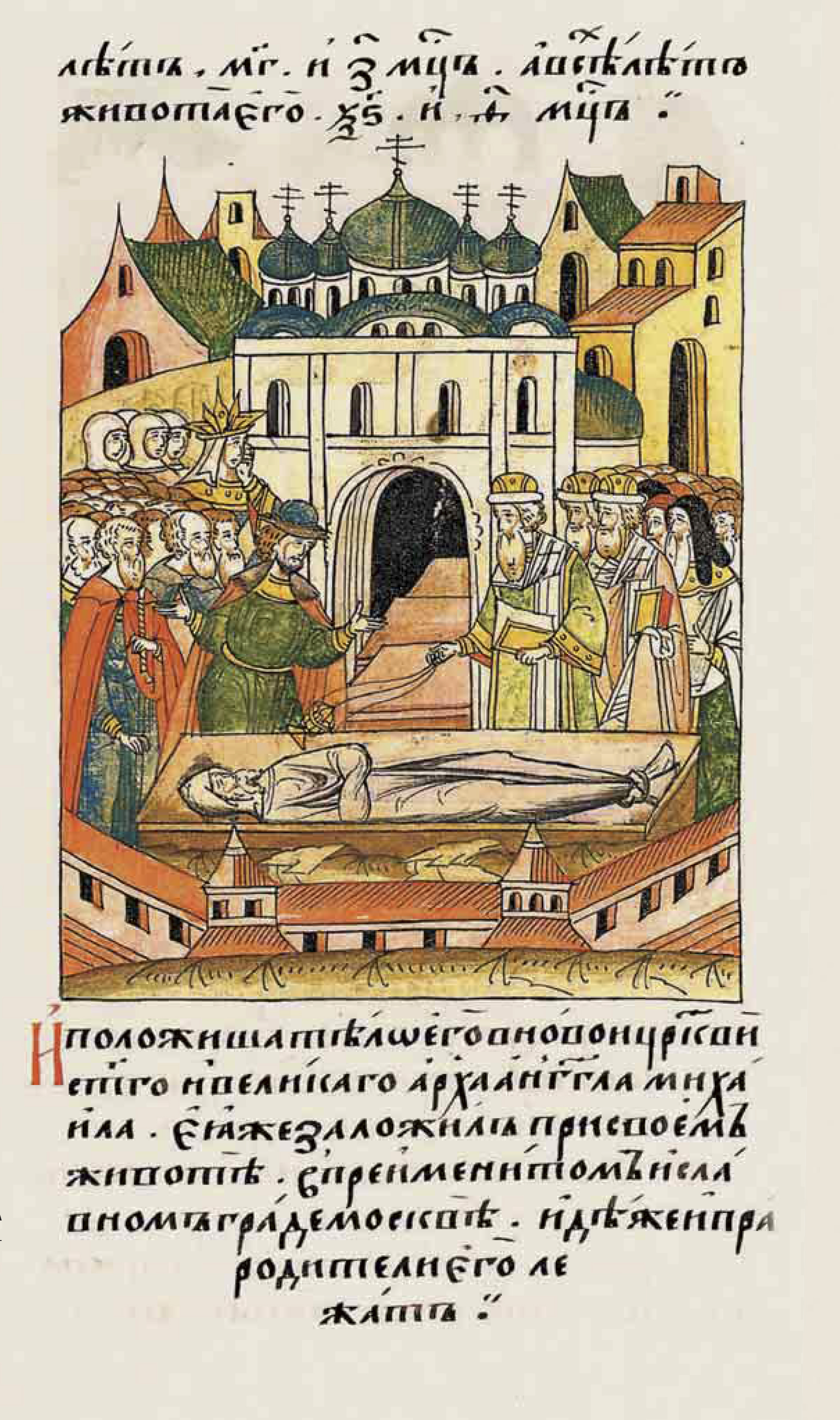
Begrafenis van Ivan III
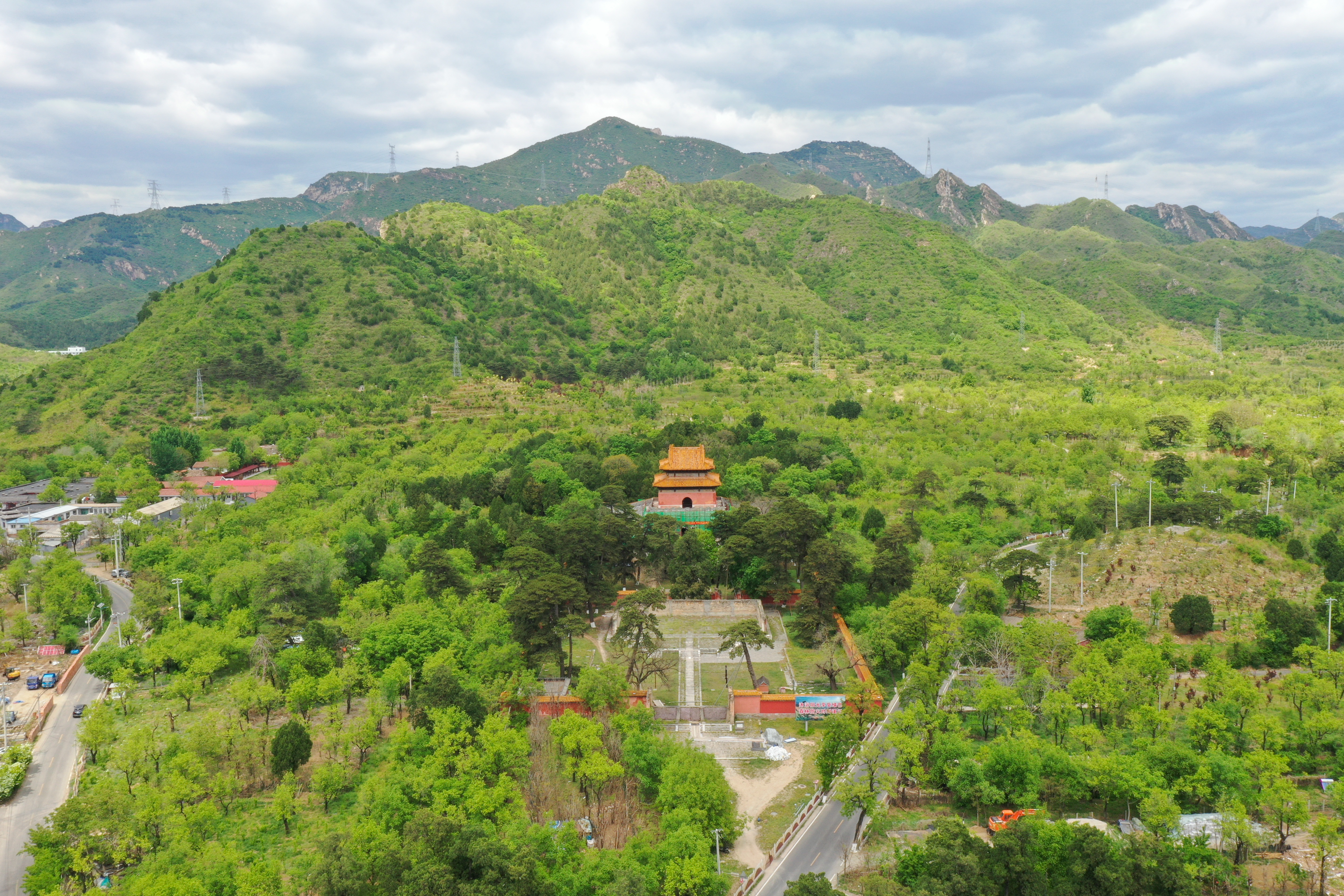
mausoleum van Hongzhi
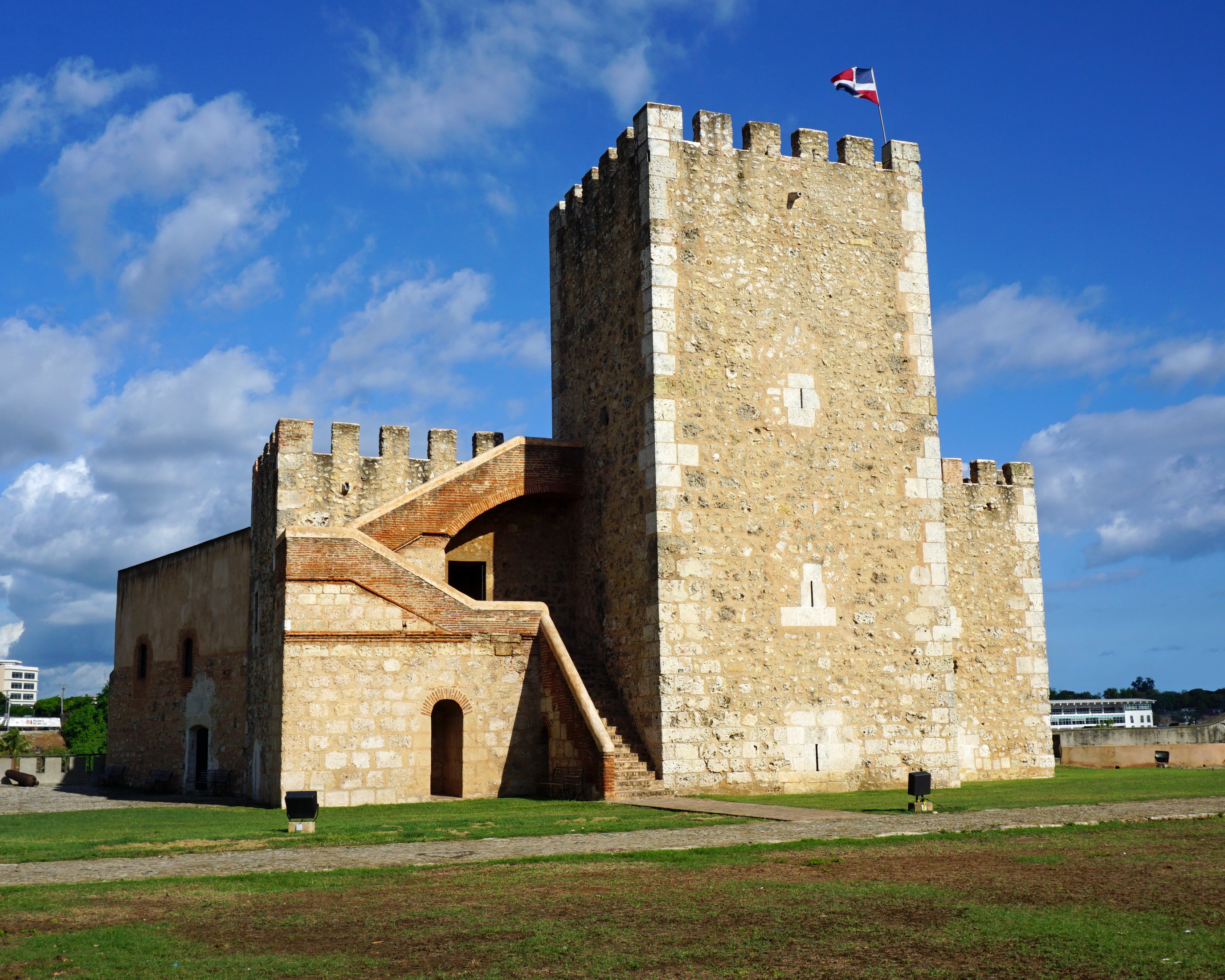
Fortaleza Ozama, Hispaniola (gebouwd 1505)
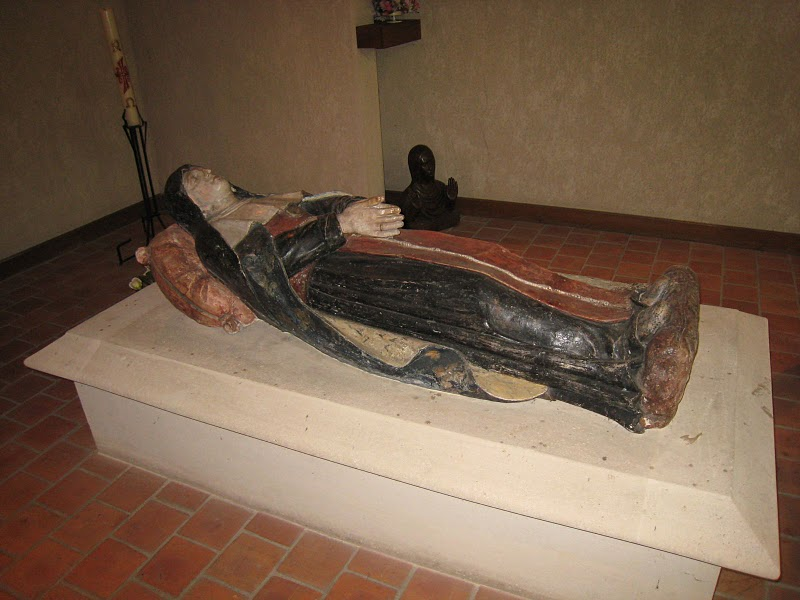
graftombe van Johanna van Frankrijk
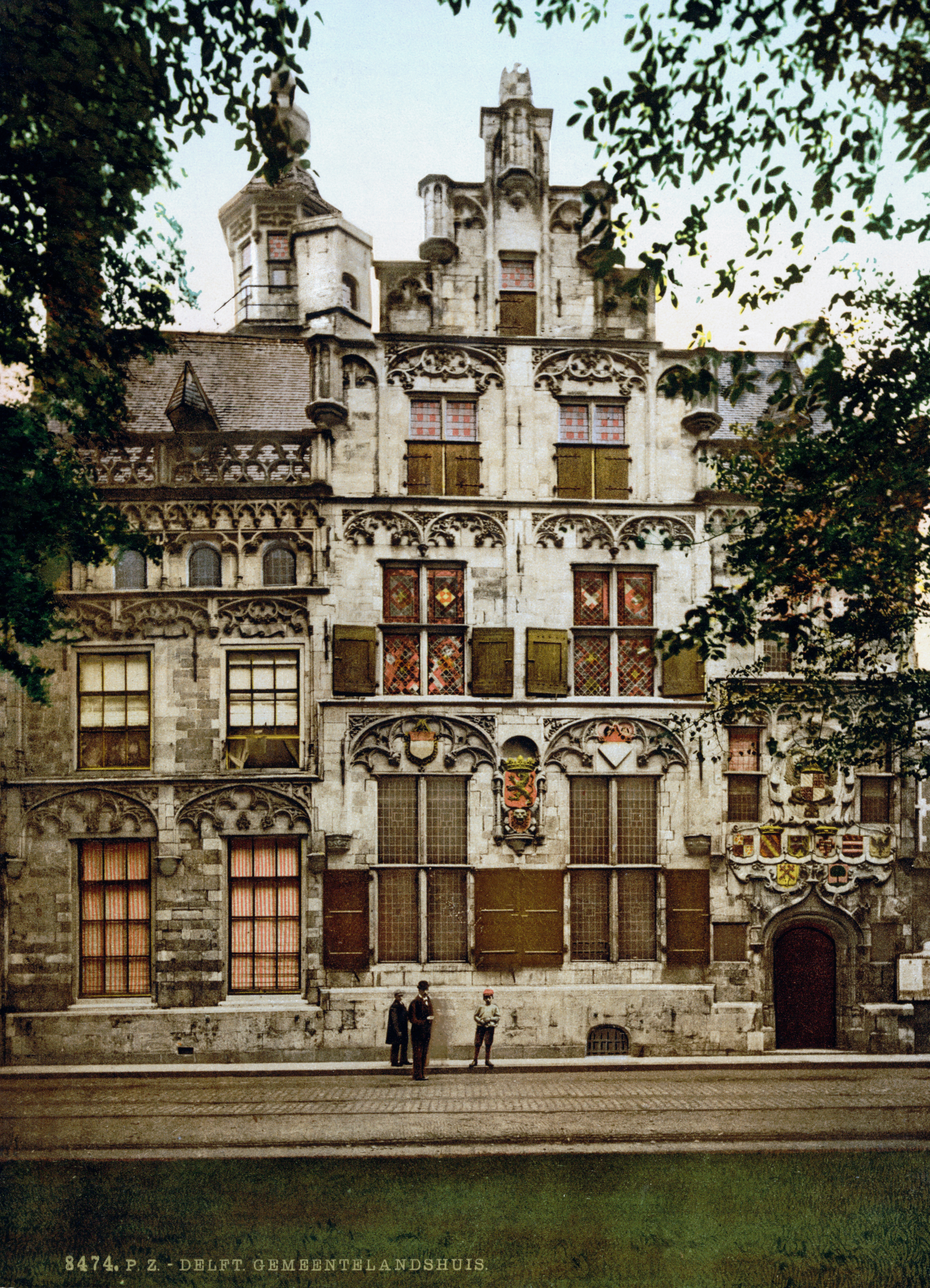
Gemeenlandshuis, Delft (gebouwd 1505)

## Geboren
- 12 januari - Lodewijk van Stolberg-Königstein-Rochefort, Duits edelman
- 13 januari - Joachim II Hector, keurvorst van Brandenburg (1535-1571)
- 4 februari - Mikołaj Rej, Pools dichter en schrijver
- 16 maart - Francesco Balbi di Correggio, Italiaans krijgsman en auteur
- 20 mei - Levinus Lemnius, Nederlands arts
- 10 juli - Margaret Roper, Engels filosofe
- 15 september - Maria van Hongarije, echtgenote van Lodewijk II van Hongarije, landvoogdes der Nederlanden
- 22 november - Ercole Gonzaga, Italiaans kardinaal
- 21 december - Thomas Wriothesley, Engels staatsman
- 25 december - Christina van Saksen, Duits edelvrouw
- Jacques d’Albon, Frans legerleider
- Johann Winter von Andernach, Duits humanist
- Eduard de Dene, Zuid-Nederlands dichter
- Enno II van Oost-Friesland, Duits edelman
- Ensapa Lobsang Döndrub, Tibetaans geestelijk leider
- Martinus Duncanus, Nederlands geestelijke
- Photisarat I, koning van Lan Xang (1520-1550)
- Jakob Seisenegger, Oostenrijks schilder
- Gerard Sterck, Zuid-Nederlands koopman
- Claes Vijgh, Noord-Nederlands politicus
- Jakob Arcadelt, Zuid-Nederlands componist (jaartal bij benadering)
- Antoine Barbe, Zuid-Nederlands componist (jaartal bij benadering)
- Jan IV van Brosse, Frans edelman (jaartal bij benadering)
- Idelette de Bure, echtgenote van Calvijn (jaartal bij benadering)
- Thomas Crecquillon, Zuid-Nederlands componist (jaartal bij benadering)
- Willem Derby, Iers-Nederlands schilder (jaartal bij benadering)
- Jacob van Deventer, Noord-Nederlands cartograaf (jaartal bij benadering)
- Jacques Dubrœucq, Zuid-Nederlands beeldhouwer (jaartal bij benadering)
- Antonius Galli, Zuid-Nederlands componist (jaartal bij benadering)
- Adriaen van der Goes, Noord-Nederlands ambtenaar (jaartal bij benadering)
- Michel de l'Hospital, Frans staatsman (jaartal bij benadering)
- Joannes de Latre, Zuid-Nederlands componist (jaartal bij benadering)
- Lambert Lombard, Zuid-Nederlands kunstenaar (jaartal bij benadering)
- Hendrik I van Merode, Brabants edelman (jaartal bij benadering)
- Richard V van Merode, Brabants edelman (jaartal bij benadering)
- Jane Parker, Engels edelvrouw (jaartal bij benadering)
- Francoise van Praet, Brabants edelvrouw (jaartal bij benadering)
- Sokollu Mehmet Paşa, Ottomaans staatsman (jaartal bij benadering)
- Thomas Tallis, Engels componist (jaartal bij benadering)
- Frans de la Trémoille, Frans edelman (jaartal bij benadering)
- Christopher Tye, Engels componist (jaartal bij benadering)
- Georg Wickram, Duits schrijver (jaartal bij benadering)

## Overleden
- 4 februari - Johanna van Frankrijk (40), echtgenote van Lodewijk XII van Frankrijk
- 20 februari - Cornelis de Wael, Noord-Nederlands architect
- 4 mei - Wladislaus van Gielniów, Pools geestelijke
- 28 mei - Ascanio Maria Sforza (50), Italiaans kardinaal
- 8 juni - Hongzhi (34), keizer van China (1487-1505)
- 15 juni - Ercole I d'Este (73), hertog van Ferrara, Modena en Reggio
- 30 augustus - Elisabeth van Oostenrijk (~69), echtgenote van Casimir IV van Polen
- 30 augustus - Tito Vespasiano Strozzi (81), Italiaans dichter
- juli/augustus - Jacob Obrecht (~48), Zuid-Nederlands componist
- 11 oktober - Jan II (~37), heer van Monaco
- 27 oktober - Ivan III (65), grootvorst van Moskou (1462-1505)
- 18 december - Johan van Horne, prins-bisschop van Luik (1483-1505)
- Constantijn II, koning van Georgië, later Kartli (1478-1505)
- Filip III Hinckaert, Zuid-Nederlands staatsman
- Rutger Staël von Holstein, Duits edelman
- Arnold van Horne, Brabants edelman
- Gumprecht I van Nieuwenaar-Alpen, Duits edelman
- Gerard Numan, Hollands edelman
- Gabriele Zerbi (~60), Italiaans geneeskundige